# Aston Martin Bunny
L'Aston Martin Bunny va ser un automòbil fabricat per Aston Martin l'any 1919. La firma britànica havia aturat la seva producció degut a l'esclat de la Primera Guerra Mundial i quan aquest conflicte finalitza, Aston Martin crea el seu primer cotxe de carrer. Per aquest model es va utilitzar el mateix motor que duia el seu predecessor, el Coal Scuttle. Un motor d'1,5 litres de quatre cilindres en línia que aportava 11 cavalls de potència. El xassís va ser dissenyat per Lionel Martin i en un primer moment es va optar per una caixa de canvis de tres velocitats que finalment va ser substituïda per una de quatre. Els primers prototips van aparèixer el 1921.
El 24 de maig de 1922, el Compte Louis Zborowski va batre un rècord a mans del Bunny. El motor es va redissenyar amb 16 vàlvules i el xassís va patir algunes modificacions per a la prova de velocitat. Aquest model va aconseguir 10 rècords de velocitat a Brooklands, circulant a una velocitat mitjana de 121,6 km/h. Després d'aquest fet, Aston Martin va decidir millorar el Bunny. Aquests "nous" models van ser posats a la venda per un preu que anava des de les £500 a £650.